# Hayes Center (Nebraska)
Hayes Center település az Amerikai Egyesült Államok Nebraska államában, Hayes megyében, melynek megyeszékhelye is. Lakosainak száma 224 fő (2020. április 1.).

## Népesség
A település népességének változása:

| 2010 | 214 |
| 2020 | 224 |